# Eurytoma turkezia
Eurytoma turkezia är en stekelart som beskrevs av Zerova och Cam 2003. Eurytoma turkezia ingår i släktet Eurytoma och familjen kragglanssteklar.
Artens utbredningsområde är Turkiet. Inga underarter finns listade i Catalogue of Life.